# Verzorgingsplaats Haarrijn
Verzorgingsplaats Haarrijn is een  Nederlandse verzorgingsplaats, gelegen aan de A2 Amsterdam-Maastricht tussen afrit 5 Breukelen en afrit 6 Maarssen in de gemeente Stichtse Vecht. De verzorgingsplaats dankt haar naam aan het kanaaltje Haarrijn, dat net ten zuiden van deze verzorgingsplaats stroomt.
Bij de verzorgingsplaats is een tankstation aanwezig van Shell. Rijkswaterstaat heeft de verzorgingsplaats Haarrijn in juli 2008 opgeknapt en nieuwe parkeerplaatsen voor vrachtwagens aangelegd. Voor extra lange en zware vrachtwagens, kortweg LZV’s, zijn 18 plaatsen ontwikkeld. Op de verzorgingsplaats is ook een spiegelafstelplaats, waar vrachtwagenchauffeurs hun spiegels kunnen afstellen.

## Trivia
- Deze verzorgingsplaats ligt precies op 5 graden oosterlengte.

Richting Eijsden:
Haarrijn · 
IJsselstein · 
Bisde · 
De Lucht West · 
Velder · 
't Haasje · 
Roevenpeel · 
Ellerbrug · 
Het Anker · 
Vossedal · 
Knuvelkes
Richting Amsterdam:
Patiel · 
Meerssen · 
Kruisberg · 
Swentibold · 
Bosserhof ·
Meiberg · 
Groote Bleek · 
Ooiendonk · 
De Lucht Oost · 
Lingehorst · 
Jutphaas · 
Ruwiel